# Brezel (Heraldik)
Die Brezel, je nach Dialekt auch Brezn oder Prezel, ist in der Heraldik eine gemeine Figur.
Dargestellt wird die Backware im Wappen in den heraldisch typischen Farben und Metallen. Im Wappenschild unterscheidet man die Lage durch die Richtung des Brezelknotens. Zeigt dieser zum Schildfuß, meldet man die Brezel als gestürzt. Seltener werden die Backschaufel, der Schieber oder Schießer, und/oder eine kleine Anzahl Brötchen der Brezel beigestellt. Die Brezel kann auch im Oberwappen (zum Beispiel Familie Beck) vorhanden sein. Es handelt sich dann vorwiegend um die Wiederholung des Schildinhaltes.
Als Zunftzeichen für die Bäcker ist die Wappenfigur seit etwa dem 14. Jahrhundert bekannt. Schmuckschilde oder Schmiedewappen an Fassaden, die die Brezel zeigen, schmücken das Haus des Handwerkers. 
Auch als redendes Wappen der Familiennamen Beck, Bäcker, Becker oder Beckers wird das Wappenzeichen gern genutzt.

Altenriet
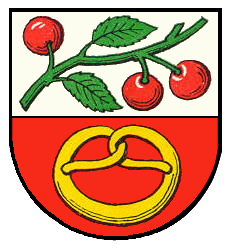
Bretzenacker Variante 2
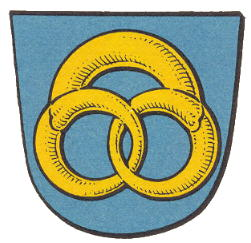
Mainz-Bretzenheim
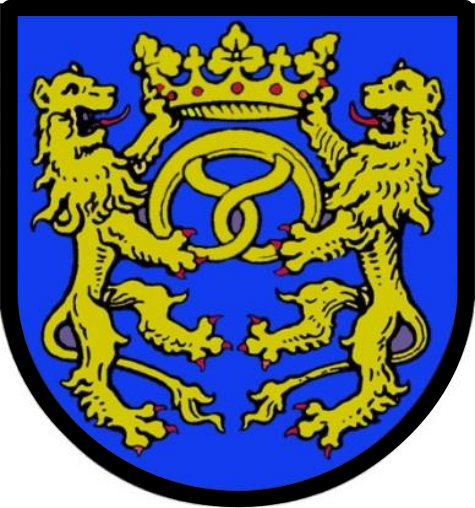
Nörten-Hardenberg
Nieder-Ramstadt und
Traisa, seit 1977 Gemeindeteile von
Mühltal
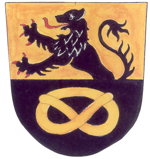
Pattern
Standenbühl
Welschnofen

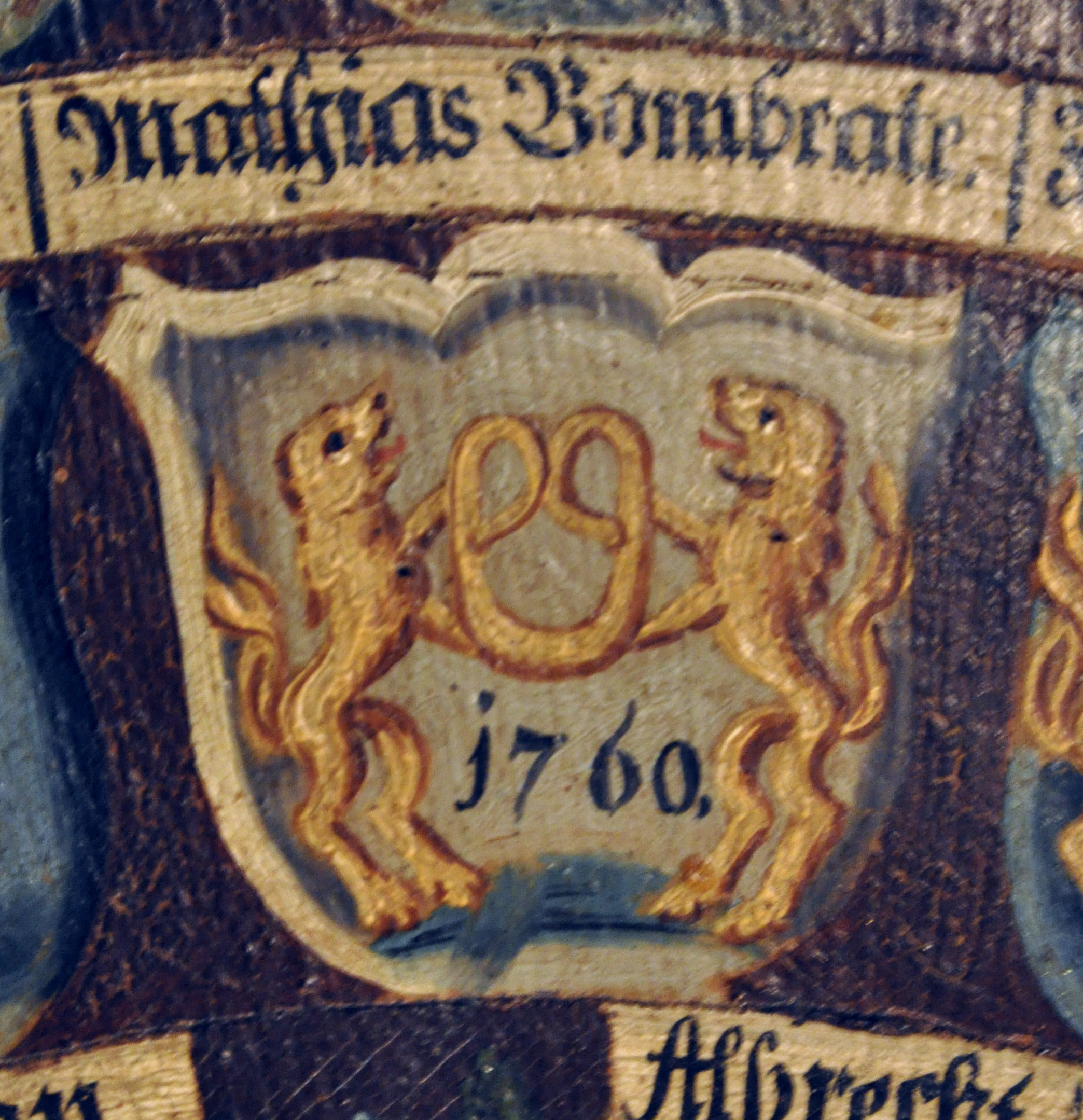
Ravensburg Zunftscheibe der Bäcker
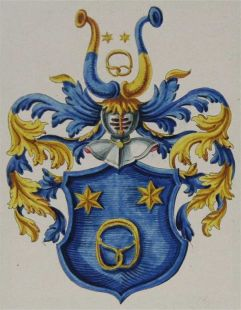
Familienwappen Beck
Becker (Malerfamilie)